# Sasaki
Sasaki (佐 々 木) ist der 13. häufigste japanische Familienname. Weniger gebräuchliche Varianten sind 佐 咲, 佐佐木 und 佐 左 木.

## Namensträger
- Akira Sasaki (* 1981), japanischer Skirennläufer
- Akira Sasaki (Eishockeyspieler) (* 1994), japanischer Eishockeytorwart
- Asahi Sasaki (* 2000), japanischer Fußballspieler
- Atsushi Sasaki (* 1971), japanischer Rennrodler
- Ayumu Sasaki (* 2000), japanischer Motorradrennfahrer
- Daiju Sasaki (* 1999), japanischer Fußballspieler
- Haruno Sasaki (* 1995), japanische Handballspielerin
- Hayato Sasaki (* 1982), japanischer Fußballspieler
- Hideo Sasaki (1919–2000), US-amerikanischer Architekt
- Hikari Sasaki (* 1967), japanische Judoka
- Hirokazu Sasaki (* 1962), japanischer Fußballspieler
- Hiroki Sasaki (* 1993), japanischer Fußballspieler
- Sasaki Hirotsuna (Adliger) († 1221), japanischer Adliger und Militärgouverneur
- Sasaki Hirotsuna (Lyriker) (1828–1891), japanischer Lyriker und Literaturwissenschaftler
- Hitoshi Sasaki (Fußballspieler, 1891) (1891–1982), japanischer Fußballspieler und -trainer
- Hitoshi Sasaki (Fußballspieler, 1973) (* 1973), japanischer Fußballspieler
- Ikki Sasaki (* 1991), japanischer Fußballspieler
- Kai Sasaki (* 1998), japanischer Fußballspieler
- Kazuhiro Sasaki (* 1968), japanischer Baseballspieler
- Kazunari Sasaki (* 1962), japanischer Skilangläufer
- Ken Sasaki (Pianist) (1943–1991), japanischer Pianist
- Ken'ichi Sasaki (* 1943), japanischer Philosoph, Romanist und Übersetzer
- Kan Sasaki (Rockmusiker) (Kenny Sasaki) (* 1962), japanischer Rockmusiker und Komponist
- Kensuke Sasaki (* 1966), japanischer Wrestler
- Kizen Sasaki (1886–1933), japanischer Folklorist und Autor
- Kōji Sasaki (* 1936), japanischer Fußballspieler
- Sasaki Kojirō (um 1586–1612), japanischer Samurai
- Sasaki Kōzō (1900–1985), japanischer Politiker
- Kyozan Joshu Sasaki (1907–2014), japanischer Zen-Mönch
- Sasaki Madoka (1883–1927), japanischer Malakologe und Hochschullehrer
- Masanao Sasaki (* 1962), japanischer Fußballspieler
- Masato Sasaki (Fußballspieler, 1992) (* 1992), japanischer Fußballspieler
- Masato Sasaki (Fußballspieler, 2002) (* 2002), japanischer Fußballspieler
- Mayu Sasaki (* 1993), japanische Fußballspielerin
- Nanae Sasaki (1956–2009), japanische Marathonläuferin
- Sasaki Nobutsuna (1872–1963), japanischer Dichter
- Noriko Sasaki (* 1961), japanische Mangaka
- Norio Sasaki (* 1958), japanischer Fußballspieler und -trainer
- Nozomi Sasaki (* 1988), japanisches Model, Schauspielerin und Sängerin
- Rico Sasaki (* 1997), japanische Schauspielerin, Anime-Synchronsprecherin (Seiyū) und Sängerin
- Rio Sasaki (Schauspielerin) (* 2002), japanische Schauspielerin
- Rio Sasaki (Fußballspielerin) (* 2004), japanische Fußballspielerin
- Sasaki Ryōsaku (1915–2000), japanischer Politiker
- Ruth Fuller Sasaki (1893–1967), US-amerikanische Priesterin
- Ryūta Sasaki (* 1988), japanischer Fußballspieler
- Sadako Sasaki (1943–1955), japanische Überlebende des Atombombenabwurfs auf Hiroshima und Künstlerin
- Shigeo Sasaki (1912–1987), japanischer Mathematiker
- Shin’ya Sasaki, japanischer Skispringer
- Shinobu Sasaki (* 1970), japanische Badmintonspielerin
- Shō Sasaki (* 1982), japanischer Badmintonspieler
- Shō Sasaki (Fußballspieler) (* 1989), japanischer Fußballspieler
- Sasaki Shōdō (1882–1961), japanischer Maler
- Shū Sasaki (* 1991), japanischer Fußballspieler
- Sasaki Sōichi (1878–1965), japanischer Jurist
- Sasaki Takaoki (1878–1966), japanischer Mediziner
- Shōgo Sasaki (* 2000), japanischer Fußballspieler
- Tadashi Sasaki (* 1966), japanischer Fußballspieler
- Sasaki Tadashi (Bankier) (1907–1988), japanischer Bankier
- Takahiro Sasaki (Politiker) (* 1949), japanischer Politiker
- Takahiro Sasaki (Fußballspieler) (* 1974), japanischer Fußballspieler
- Sasaki Takaoki (1878–1966), japanischer Mediziner
- Sasaki Takatsuna (?–1214), japanischer Samurai
- Sasaki Takauji (1306–1373), japanischer Samurai
- Sasaki Takayuki (Politiker) (1830–1910), japanischer Politiker
- Takamichi Sasaki (* 1983), japanischer Rugby-Union-Spieler
- Takayuki Sasaki, japanischer Skispringer
- Takeshi Sasaki (* 1942), japanischer Politikwissenschaftler
- Takumi Sasaki (* 1998), japanischer Fußballspieler
- Sasaki Toyoju (1853–1901), japanische Feministin
- Wataru Sasaki (* 1996), japanischer Fußballspieler
- Yōji Sasaki (* 1992), japanischer Fußballspieler
- Sasaki Yoshitsune (1000–1058), japanischer Adliger und Militärbefehlshaber
- Yūhei Sasaki (* 1988), japanischer Skispringer
- Yuji Sasaki (* 1972), japanischer Rennrodler
- Yukitsuna Sasaki (* 1938), japanischer Lyriker und Literaturwissenschaftler
- Yūta Sasaki (* 1996), japanischer Fußballspieler